# Katöken
Als Katöken (griechisch katoikia = Kolonie, Ansiedlung) bezeichnete man in hellenistischen Reichen jene Militärsiedler, welche die entsprechende Königsmacht manifestierten und die Hellenisierung in Kleinasien vorantrieben. Von den übrigen Siedlern hoben sie sich in der Regel durch eine privilegiertere Steuerklasse ab.
Bereits um 312 v. Chr. siedeln die ersten Ptolemäer nach der Schlacht von Gaza mehrere Tausende von Kriegsgefangenen in Ägypten an. Diese verteilte man auf die einzelnen Gaue, stattete sie mit Landbesitz aus und bildete somit eine Reservearmee, die zu jedem Zeitpunkt durch den Aufruf des Herrschers zu den Waffen gerufen werden konnte. Dabei war deren Landbesitz vererbbar. Ab 200 v. Chr. bezeichnete man sie auch hier allgemein als Katöken, um sie von den "einheimischen" Kleruchen zu unterscheiden. Auf die Katöken konnten sich die Herrscher Ägyptens jederzeit verlassen. Unter ihnen schätzte man die Makedonen am höchsten ein. Allerdings existierten unter ihnen auch die Angehörige anderer Völker, wie zum Beispiel Juden und Perser.
Im Seleukidenreich und auch anderen hellenistischen Staatsformen nennt man die dörfliche Militärsiedlung dementsprechend Katökie.